# Ashley McElhiney
Ashley Renée McElhiney, coniugata Ayers (Martin, 16 luglio 1981), è un'ex cestista, allenatrice di pallacanestro e dirigente sportiva statunitense.

## Carriera
È stata selezionata dalle Indiana Fever al terzo giro del Draft WNBA 2003 (35ª scelta assoluta).
Con gli Stati Uniti ha disputato le Universiadi di Pechino 2001.
È diventata la prima donna ad allenare una squadra professionistica maschile, quando è stata assunta nel 2004 dai Nashville Rhythm.
Nel 2017 è stata inserita nella Tennessee Sports Hall of Fame.